# Quercus pontica
Quercus pontica — вид рослин з родини букових (Fagaceae), поширений у східному Причорномор'ї.

## Опис
Листопадний високий кущ, 3–5(8) м заввишки; стовбур короткий; крона округла, відкрита, нещільна. Молоді пагони голі, червонувато-коричневі. Кора від сірого до фіолетово-коричневого кольору, луската, стає грубою, борознистою. Листки від еліптичних до зворотно-яйцювато-еліптичних, товсті, 10–20 × 5–10 см; верхівка загострена; основа вузько закруглена або злегка субсерцеподібна; край з 25–30 зубцями; верх блискучий темно-зелений, гладкий; низ блідіший, з простими волосками вздовж жил; ніжка листка товста, жовта, завдовжки 15 мм. Чоловічі сережки в скупченні від 2 до 3, завдовжки до 20 см. Жолуді 2–3 см, від округлих до яйцюватих, на короткій, товстій ніжці; чашечка охоплює 1/3 або 1/4 горіха, з трикутними, сіруватими, віддалено притиснутими, тонкими лусочками; дозрівають у вересні.

## Середовище проживання
Вид поширений у східному Причорномор'ї: північно-східна Туреччина, Грузія, Вірменія, західний Кавказ (Росія). Росте у лісах Fagus orientalis, Picea orientalis, Rhododendron.